# 倪博文
倪博文（Ni Bowen，1998年7月11日—），浙江人，中国女子羽毛球运动员。

## 簡歷
2016年11月，倪博文代表中国參加西班牙畢爾包舉行的世界青年羽毛球錦標賽，助球隊贏得團體賽冠軍。
2017年4月，倪博文出戰大阪羽毛球國際挑戰賽，與王斯杰合作拿得混合雙打比賽冠軍。

## 主要比賽成績
只列出曾進入準決賽的國際賽事成績：
| 年份   | 賽事                   | 公開賽級別 | 項目     | 搭檔   | 成績   |
| ------ | ---------------------- | ---------- | -------- | ------ | ------ |
| 2016年 | 亞洲青年羽毛球錦標賽   | 其他       | 混合團體 | －     | 金牌   |
| 2016年 | 亞洲青年羽毛球錦標賽   | 其他       | 女子雙打 | 周超敏 | 銀牌   |
| 2016年 | 世界青年羽毛球錦標賽   | 其他       | 混合團體 | －     | 金牌   |
| 2017年 | 越南羽毛球國際挑戰賽   | 國際挑戰賽 | 混合雙打 | 王斯杰 | 準決賽 |
| 2017年 | 大阪羽毛球國際挑戰賽   | 國際挑戰賽 | 混合雙打 | 王斯杰 | 冠軍   |
| 2018年 | 世界大学生羽毛球锦标赛 | 其他       | 混合團體 | －     | 銀牌   |

| 2007-2017年 | 首要超級賽 | 超級賽 | 黃金大獎賽 | 大獎賽 | 國際挑戰賽 | 國際系列賽 | 未來系列賽 | 其他 |

| 2018-2026年 | 總決賽 | 超級1000賽 | 超級750賽 | 超級500賽 | 超級300賽 | 超級100賽 | 國際挑戰賽 | 國際系列賽 | 未來系列賽 | 其他 |